# Майкл Гемптон (гітарист)
Майкл Гемптон (англ. Michael Hampton) — американський хардкор-панк гітарист з Вашингтону.

## Кар'єра
Майкл Гемптон починав кар'єру гітариста в маловідомому гурті The Extorts на початку 1980 року. Існує лише кілька аматорських концертних записів і демо-стрічка The Extorts. Записати хоч один студійний альбом гурт так і не встиг. Гурт The Extorts швидко розпався. 
Майкл Гемптон, Генрі Гарфілд (пізніше відомий як Генрі Роллінз), Вендель Блоу і Саймон Якобсен створили новий гурт під назвою S.O.A. (State of Alert). 
У грудні 1980 — січні 1981 гурт записав міні-альбом No Policy на студії Inner Ear Studios в Арлінгтоні, разом з продюсером Скіпом Гроффом і інженером Доном Зієнтарою. У березні 1981 року, альбом був перевипущений в студії Dischord Records і був профінансований Генрі Роллінзом. S.O.A. відіграв дев'ять концертів на сході США і розпався.
У 1981 році Майкл Гемптон приєднався до Алека Маккея (англ. Alec MacKaye), (брата Яна Маккея), Кріса Болда (Chris Bald) та Айвора Хансона (Ivor Hanson) і разом створили гурт The Faith. У 1982 році до гурту додався Едвард Дженні (Edward Janney).
У 1982 році гурт The Faith спільно з гуртом Void випустили альбом Faith/Void Split (Dischord, 1982). У 1983 році гурт The Faith випустив 12" вініловий альбом Subject to Change (Dischord, 1983). У тому ж році The Faith розпався.
У 1985 році Гемптон приєднався до Яна Маккея, Айвора Хансона та Кріса Болда в іншому гурті з Вашингтона під назвою Embrace. Гурт відіграв 9 концертів і розпався. Вже після розпаду гурту, у 1987 році було видано однойменний альбом.
Наступним гуртом Гемптона став One Last Wish (1986-1987 роки). Гурт проіснував лише кілька місяців (створений у травні 1986, розпався у січні 1987), дав кілька концертів. Їх єдиний демо-запис був зроблений в листопаді 1986 року в Inner Ear Studios в Арлінгтоні. Його зробив Дон Зієнтара, а спродюсував Ян Маккей. Але гурт розпався так і не випустивши альбом. Лише через 13 років альбом під назвою 1986 був випущений на студії Dischord.
Одночасно з виступами з One Last Wish Гемптон брав участь у іншому проекті з Саймоном Джейкобсоном (англ. Simon Jacobson) під назвою The Snake. The Snakes випустили два альбоми на студії Dischord.
У 1988 році Гемптон об'єднався з Айвором Хансоном (англ. Ivor Hanson) і Бертом Кейрозом (англ. Bert Queiroz), щоб сформувати гурт Manifesto. Дебютним записом тріо став 7-дюймовий сингл «Burn», випущений у 1988 році на студії Skip Groff's Y&T Records. У 1992 році вони випустили свій однойменний і єдиний студійний альбом на британській студії Fire Records. Наступного року, незабаром після виходу альбому, Manifesto розпався.
У наступні роки Гемптон займався продюсуванням музики до багатьох телевізійних програм, відеоігор і фільмів. Останнім часом Гемптон виступав в гурті під назвою Paco, до складу якого входять: Майкл Гемптон, Домінік Дюранд, Енді Чейз і Гері Маурер (англ. Dominique Durand, Andy Chase and Gary Maurer). Цей гурт у травні 2004 року випустив альбом під назвою This Is Where We Live на Unfiltered Records.

## Гурти
- The Extorts;
- State of Alert;
- The Faith;
- Embrace;
- One Last Wish;
- The Snake;
- Manifesto;
- Paco.